# فهرست میراث جهانی در ارمنستان
میراث جهانی در ارمنستان شامل ۳ اثر (۲ اثر فرهنگی و یک اثر ترکیبی) از مکان‌های تاریخی، فرهنگی و طبیعی در ارمنستان می‌باشد. ارمنستان ۵ سپتامبر ۱۹۹۳ به این کنوانسیون پیوست و تا سال ۲۰۲۰ افزون بر ۳ سایت ثبت شده ۴ سایت نیز از این کشور در فهرست آزمایشی قرار گرفته است. در بیستمین جلسه کمیته میراث جهانی در سال ۱۹۹۶، صومعه هاقپات، با توجه به اینکه از ارزش جهانی برجسته‌ای برخوردار است و نمونه ای استثنایی از معماری کلیسایی است به عنوان نخستین اثر در ارمنستان به ثبت رسید.
سایت‌های میراث جهانی سازمان آموزشی، علمی و فرهنگی ملل متحد، یونسکو مکان‌هایی هستند که دارای اهمیت فرهنگی یا طبیعی هستند، همان‌طور که در پیمان‌نامه میراث جهانی یونسکو، که در سال ۱۹۷۲ تأسیس شده، شرح داده شده است. طبق کنوانسیون یونسکو هر اثری پس از ثبت توسط این کمیته باید از سوی کشور نگهدارنده اثر مورد توجه ویژه قرار گیرد و انجام هرگونه دخل و تصرف یا اقدامی که باعث به خطر افتادن آن شود، ممنوع است.
صومعه گغارد به همراه رود آزات با وسعتی نزدیک به ۳ هکتار که شامل تعدادی کلیسا و مقبره است و اوج معماری قرون وسطایی ارمنستان را نشان می‌دهد آخرین اثر ثبت شده در این کشور از سال ۲۰۰۰ می‌باشد.

## میراث جهانی
یونسکو سایت‌ها را با ده معیار فهرست می‌کند. هر ورودی باید حداقل یکی از معیارها را داشته باشد.
| # | نگاره                          | نام                                                | موقعیت (استان‌های ارمنستان) | سال  | شماره ثبتمعیارها | شرح | م     |
| ۱ | صومعه هاقپات · صومعه ساناهین   | صومعه‌های هاقپات و ساناهین                          | لوری                       | ۱۹۹۶ | ۷۷۷ (ii)(iv)     | این دو صومعه بیزانسی در منطقه تومانیان در زمان دودمان کیوریکیان از مراکز مهم آموزشی بودند. ساناهین برای مدرسه روشنگری‌ها و خوشنویسی‌های آن مشهور بود. این دو مجموعه صومعه نمایانگر شکوفایی معماری مذهبی ارمنستان است که سبک منحصر به فردی از ترکیب عناصر معماری کلیسایی بیزانس و معماری سنتی بومی منطقه قفقاز به‌وجود آمده است. صومعه هاقپات در روستایی به همین‌نام در نزدیکی شهر آلاوردی و نزدیک مرز گرجستان قرار دارد و صومعه ساناهین نیز در روستای ساناهین واقع شده است. ساخت این دو بنا سده ۱۰ تا ۱۳ میلادی انجام گرفته است. | [ ۴ ] |
| ۲ | پرستشگاه زوارتنوتس · اچمیادزین | کلیسای جامع اچمیادزین و آثار باستان‌شناسی زوارتنوتس | آرماویر                    | ۲۰۰۰ | ۱۰۱۱ (ii)(iii)   | کلیسای جامع و کلیساهای اچمیادزین و آثار باستان‌شناسی در زوارتنوتس مزین شدن نمای کلیسا نشان دهنده سیر تحول و پیشرفت سبک کلیسای متقاطع با گنبد مرکزی با پلان چهار گوش یا پلان صلیبی است که تأثیر عمیقی بر پیشرفت معماری و هنری در منطقه گذاشت. اچمیادزین در زمانی که بخشی از ایران بود سه‌کلیسا یا اوچ‌کلیسا نامیده می‌شد و حدود سال ۴۸۰ ساخته شده است. واژه اچمیادزین به معنای ظهور تک‌فرزند است و به عیسی اشاره دارد. ساخت کلیسای جامع زوارتنوتس به فرمان جاثلیق کل ارمنیان، نرسس سوم معروف به نرسس سازنده بین سال‌های ۶۴۱ تا ۶۴۳ میلادی آغاز و در سال ۶۵۲ میلادی به پایان رسید.                                                                                    | [ ۵ ] |
| ۳ | صومعه گغارد · رود آزات         | صومعه گغارد و رود آزات                             | کوتایک                     | ۲۰۰۰ | ۹۶۰ (ii)         | صومعه گغارد شامل تعدادی کلیسا و مقبره است که بخشی از کوه مجاور آن است که از سنگ تراشیده شده، که نشان از اوج معماری قرون وسطایی ارامنه دارد. مجموعه بناهای قرون وسطایی در منظره‌ای با طبیعیتی بسیار زیبا قرار گرفته است که در ورودی دره آزات توسط صخره‌های برجسته احاطه شده است. گغارد درون دره‌ای خوش منظره در فاصله ۹ کیلومتری از معبد گارنی نهفته است، این کلیسا نام خود را از نیزه مقدسی که مسیح در زمان مصلوب شدن به وسیله آن مجروح شده گرفته است. ساختمان این کلیسای، از جنس گرانیت است. رود آزات که در کنار صومعه گغارد قرار دارد از اسپیتاکاسار سرچشمه می‌گیرد و به ارس می‌ریزد. طول آن ۵۵ کیلومتر (۳۴ مایل) و مساحت حوضه آبخیز آن ۵۲۶ کیلومتر مربع می‌باشد. | [ ۶ ] |

## فهرست آزمایشی
علاوه بر سایت‌های موجود در فهرست میراث جهانی، کشورهای عضو می‌توانند فهرستی از سایت‌های آزمایشی را که ممکن است برای نامزدی در نظر بگیرند، در این فهرست قرار دهند. نامزدها در فهرست میراث جهانی تنها در صورتی پذیرفته می‌شوند که سایت قبلاً در فهرست آزمایشی قرار داشته باشد.
| # | نگاره                     | نام                                                       | موقعیت    | سال ثبت | شماره ثبت معیارها           | شرح | منبع   |
| ۱ | سایت باستان‌شناسی دوین     | سایت باستان‌شناسی شهر دوین                                 | آرارات    | ۱۹۹۵    | ۸ (iii)(iv)(vi)             | قدمت شهر به هزاره دوم پیش از میلاد بازمی‌گردد ولی رشد و گسترش آن اواسط سده چهارم آغاز گردید و جایگزین آرتاشات شد. این شهر باستانی توسط خسرو سوم، پادشاه ارمنی-ایرانی ساخته شده است و به عنوان یک مرکز اداری در دوره شاهنشاهی ساسانی و سپس خلفای بغدادی شناخته شده‌بود. سازه‌های حفاری شده تاریخ کل سایت را تا تخریب آن توسط مغول‌ها در سده سیزدهم نشان می‌دهد. | [ ۸ ]  |
| ۲ | سایت باستان‌شناسی یریرویکی | سایت باستان‌شناسی باسیلیکای یریرویکی                       | شیراک     | ۱۹۹۵    | ۱۰ (iii)(iv)(vi)            | این مکان باستانی در فلاتی در نزدیکی رودخانه آخوریان ساخته شده است که مرز با ترکیه را تعیین می‌کند و در حدود ۵ کیلومتری جنوب شرقی شهر باستانی آنی قرار دارد. بازیلیکا از نمونه‌های باستانی معماری ارمنی به‌شمار می‌رود که قدمت آن به دوران هنر و معماری ابتدای مسیحیت بازمی‌گردد.                                                                               | [ ۹ ]  |
| ۳ | صومعه نوراوانک            | صومعه نوراوانک و دره آماغوی                               | وایوتس‌جور | ۱۹۹۵    | ۱۳ (i)(iii)(vi)(vii)(ix)    | این بنا متعلق به سدهٔ ۱۳ میلادی و در ۱۲۲ کیلومتری ایروان در درهٔ رودخانهٔ آماغو قرار گرفته است. نام نوراوانک در زبان ارمنی به معنی «صومعهٔ نو» است. در سده‌های سیزدهم و چهاردهم میلادی، این صومعه به اقامتگاه اسقف‌های سیونیک و به تبع آن، به یک مرکز مهم مذهبی و سپس مرکز فرهنگی ارمنستان تبدیل شد.                                                            | [ ۱۰ ] |
| ۴ | صومعه تاتو                | صومعه‌های تاتو و تاتوی آناپات و مناطق مجاور دره رود وروتان | سیونیک    | ۱۹۹۵    | ۱۴ (i)(ii)(iv)(vi)(vii)(ix) | صومعه تاتو و تاتوی آناپات از کلیسای حواری ارمنی متعلق به سده نهم و هفدهم میلادی هستند که در نزدیکی روستای تاتو، ساحل راست رود وروتان واقع شده است. صومعه تاتو متشکل از سه کلیسا است و در سده ۱۴ و ۱۵ میزبان «دانشگاه تاتو» بوده است که وقف ترویج علم، مذهب، فلسفه و نشر کتاب‌ها و پیشرفت نگارگری ارمنی شده بود.                                            | [ ۱۱ ] |